# Disparition de la langue française
Pour l’article homonyme, voir La Disparition de la langue française.
 (septembre 2024).
La disparition de la langue française est une supposition selon laquelle la langue française se dégrade inexorablement ou sera à terme remplacée par d'autres langues : le latin et l'italien au Moyen Âge et l'anglais au XXIe siècle.

## Historique
Au XVIe siècle, Henri Estienne dénonce l'utilisation de l'italien à la cour de France, estimant qu'il pourrait remplacer le français. À la même époque, le latin est la langue principale pour la science et la culture en Europe, ce qui n'empêche pas non plus le développement de la langue française.
En 1909, Émile Faguet affirme que tous les professeurs et examinateurs s'accordent à observer une baisse du niveau d'orthographe chez la jeune génération.
Au vingtième siècle, c'est l'anglais qui prend le rôle du latin au niveau mondial, faisant renaître des inquiétudes.

## Enjeux auXXIesiècle
Le nombre de francophones augmente en permanence, notamment en Afrique francophone. Au Québec, une thèse dominante est celle de la disparition du français comme en Louisiane, (où le français fait par ailleurs l'objet d'un regain d'intérêt).

### Remplacement par l'anglais
La thèse principale de la disparition du français à l'époque contemporaine est un remplacement par l'anglais (par le biais des anglicismes) ou par le globish, parfois sous forme de franglais condamné d'abord par René Étiemble en 1964. L'anglais est beaucoup plus visible dans l'espace public, notamment en raison de la publicité.
Au XXIe siècle, 63% de la langue anglaise a une source française, les deux langues ayant la même racine indo-européenne. Il existe en effet de nombreux emprunts de mots anglais, souvent francisés : par exemple, spoiler comme verbe est une francisation en verbe du premier groupe du nom anglais correspondant. Les emprunts s'ajoutent généralement à la langue plutôt que de remplacer des termes français déjà existants.
La langue française est la plus largement apprise dans le monde après l'anglais. Elle est langue officielle de l'ONU, de l'Union européenne, de l'Unesco, de l'Otan, du comité international olympique ou encore de la Croix-Rouge internationale.
En 2020, le français représente 0.3% de l'ensemble des publications médicales scientifiques. Ce déclin traduit des dysfonctionnements dans la médecine française : l'allemand et l'espagnol souffrent moins de ce décrochage. Le choix de l'anglais est un enjeu de santé publique, et les médecins francophones doivent apprendre l'anglais ou se passer de sources importantes. On retrouve cet enjeu dans l'impératif pour les étudiants français de suivre des cours d'anglais sous l'initiative de Geneviève Fioraso.

### Appauvrissement de l'expression
En 2020, Jean-Michel Delacomptée affirme être « très frappé du fait que la littérature, qui est visible aujourd'hui, est globalement rabougrie ». Une cause évoquée par Alain Borer est la prolifération des nouveaux modes de communication qui sont orientés sur le sens du message plutôt que sa forme. Le linguiste Jean-Marie Klinkenberg affirme que le français écrit sur Internet est différent de celui qu'on peut considérer comme « correct », mais ne révèle que des usages différents. Il explique qu'avec Internet, des parlers régionaux ou propres à une seule personne sont plus visibles qu'auparavant, lorsque les classes sociales et lieux géographiques étaient moins exposés les uns aux autres.
La question de l'appauvrissement de l'expression française est régulièrement évoquée, notamment en France à l'occasion des rectifications orthographiques du français en 1990. L'orthographe est en effet un marqueur social très puissant. Les idées reçues sur les générations précédentes viennent souvent de la consultation d'écrits d'archives. Or, ces écrits comportent des fautes de français et souffrent par ailleurs d'un biais de sélection qui conserve les archives les plus lisibles ; les textes sont par ailleurs de moins en moins souvent corrigés avant publication avec l'avènement des nouvelles technologies de communication, et l'écriture s'ouvre à des publics plus larges et plus représentatifs. 
Jusque dans les années 1970 et 1980, le niveau d'orthographe française reste constant depuis l'enseignement obligatoire de l'orthographe à l'école. Dans les années 2020, le niveau semble baisser. Jean-Marie Klinkenberg estime que c'est en raison du volume beaucoup plus important d'enseignements à l'école, qui se limitent moins à savoir écrire sans faute et savoir calculer. La complexité de l'orthographe française est considérée par certains linguistes comme un obstacle à la compréhension et à l'expression, qui recommandent d'enseigner la grammaire et le sens des mots ; ils comparent l'utilisation acceptée de la calculatrice en examen et l'impensé des correcteurs d'orthographe.

### Francophonies et légitimité
La langue française évolue rapidement sous l'influence des différentes régions où le français est parlé et d'une génération à la suivante. Cela est parfois vécu comme une dégradation de la langue, vue comme différente de la langue « correcte » apprise par le locuteur pendant son enfance. 
Des commissions de terminologie comme l'Office québécois de la langue française ou la Commission d'enrichissement de la langue française en France visent à proposer des nouveaux termes pour désigner des réalités nouvelles, comme l'ordinateur et le vocabulaire du numérique. Certaines propositions entrent dans l'usage, pleinement ou partiellement, d'autres ne sont pas adoptées par le langage quotidien.

### Protection de la langue
Différentes régions mettent en place des programmes de protection de la langue française, surtout là où elle est minoritaire. Au Québec, l'affichage en français est par exemple obligatoire. En France, une Cité internationale de la langue française est inaugurée dans en octobre 2023 et toutes les œuvres culturelles doivent bénéficier d'un doublage en langue française ; un embargo est fait sur les doublages québécois, considérés comme ne remplissant pas ce critère à partir de la Seconde guerre mondiale.
En France, des linguistes dont Éliane Viennot estiment que les efforts de protection de la langue devraient plutôt se tourner vers les langues régionales ou minoritaires en France, réellement en voie de disparition.